# Roella decurrens
Roella decurrens là loài thực vật có hoa trong họ Hoa chuông. Loài này được L'Hér. miêu tả khoa học đầu tiên năm 1789.